# Lilburn (famiglia)
La famiglia Lilburn è originaria della contea di Northumberland, Regno Unito, e apparteneva alla bassa nobiltà del paese dal tardo Medioevo fino al XVII secolo. Il nome della famiglia Lilburn (le varianti includono Lilburne, Lilleburne e Lilburne ) deriva dal paese di origine della famiglia, Lilburn, Northumberland.

## Stemma
Lo stemma dei Lilburn si presenta: di nero, a tre borse d'acqua d'argento. Gli stemmi dei Lilburn apparivano "scolpiti nella pietra" della cappella di Belford e, sebbene non più visibili, furono registrati da Richard Gough durante i suoi viaggi documentati attraverso la Gran Bretagna, il quale descrisse come tale bassorilievo dello stemma presso Belford includesse anche un anello o mezzaluna.
Una variazione dello stemma risulta quella dei Lilburn di Thickley Punchardon in cui i colori appaiono invertiti, come registrato durante una visita di censimento del Northumberland nel 1666 per John Lilburne di Thickley Punchardon: d'argento, tre borse d'acqua di nero, una mezzaluna rossa.
Il motto che accompagna i documenti araldici sulla famiglia Lilburn è: " Vis Viri Fragilis " ("Debole è la forza dell'uomo").

## Storia della famiglia

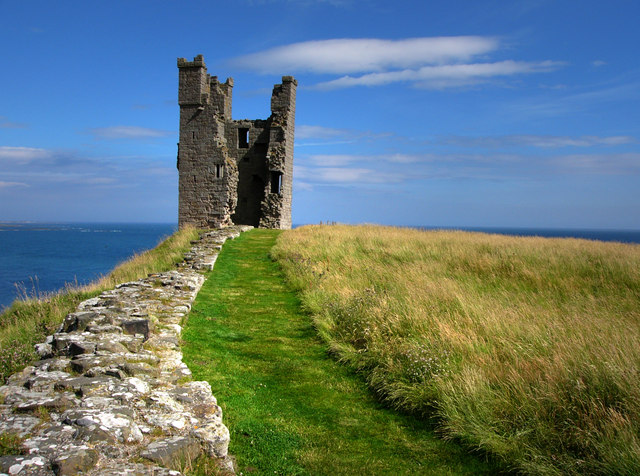
Lilburn Tower del castello Dunstanburgh, vista dal bordo del cortile esterno.

La famiglia dei Lilburn trova le sue origini presso Lilburn, Northumberland. Il nome della famiglia è inciso su antiche lapidi nelle vicinanze di West Lilburn Tower, Lilburn e Lindisfarne (Holy Island), vicino al priorato medievale . Nel cimitero di una chiesa del XIV secolo, vicino alla West Lilburn Tower, un certo numero di tombe apparterrebbero ai Cavalieri Templari, tra cui alcune portano il nome Lilburn.
Nel corso dei secoli XIII, XIV e XV, si rileva che i Lilburn abbiano posseduto frazioni e knight's fee presso numerosi manieri tra cui quelli di Belford, Easington, Wooler, Beanly, Shawdon, Glanton e West Lilburn. Si rileva anche che abbiano ricoperto importanti incarichi militari e politici, tra cui cavalieri, conestabili, commissari di schiera, sceriffi e membri del parlamento fino al XVII secolo, i principali esempi dei quali furono Sir William Lilburne nel XIII secolo e i due Sir John Lilburne nel XIV secolo (vedi Membri di spicco).
A partire dal XV secolo, si legge che un ramo della famiglia, portatore dello stemma invertito, vale a dire d'argento a tre borse d'acqua di nero, possedesse "un modesto possedimento signorile" a Thickley Punchardon, vicino a Bishop Auckland.
 Di questa linea, nel XVII secolo, John Lilburne e gran parte della sua famiglia furono figure chiave nelle guerre civili inglesi. Ai suoi tempi, la famiglia era nota per essere "tipica della piccola nobiltà delle contee settentrionali: i suoi membri spesso noiosi e privi di ispirazione, seduti in Parlamento ma dicendo poco, impegnati nelle minuzie delle controversie magistrali e commerciali locali".

## Membri di rilevanza politica o militare

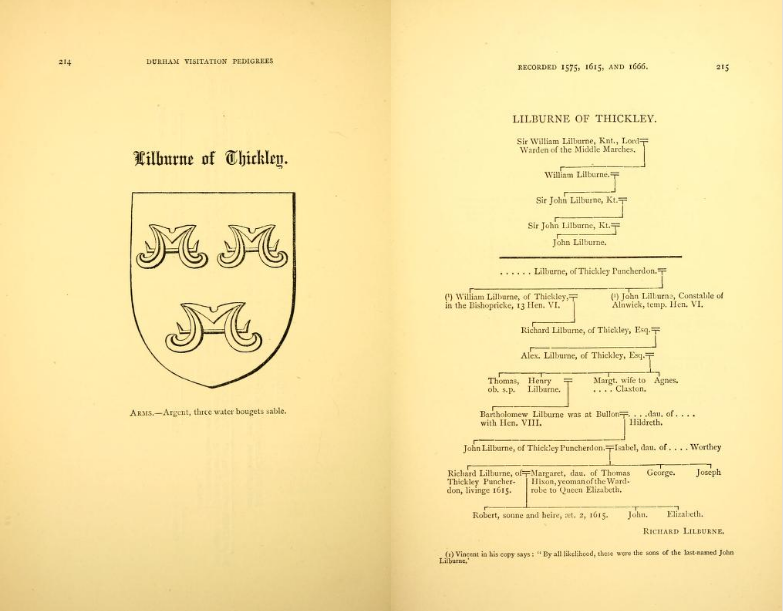
Genealogia registrata durante le visite della contea palatina di Durham fatte da William Flower, re d'armi di Norroy, nel 1575, da Richard St. George, re d'armi di Norroy, nel 1615, e da William Dugdale, re d'armi di Norroy, nel 1666.

- Sir Robert Lilburn (forse Hilburne) è contato tra i 24 cavalieri del Northumberland, incaricati il 13 ottobre 1245 di assistere nella definizione del confine che separavano i regni di Inghilterra e Scozia, tra Carham e Hadden, secondo il precetto di Enrico III .[20][21]
- Sir William Lilburne è stato un cavaliere inglese e Lord Guardiano delle Marche di Mezzo nel XIII secolo e il più antico antenato registrato della linea familiare Thickley Punchardon:[1]
  - Sir John Lilburne di Lilburn, Wooler e Beanly (1279-1355, nipote del suddetto William)[11] è stato un cavaliere che ricoprì numerose cariche politiche e militari durante la prima metà del XIV secolo[2] e prese parte alla ribellione di Tommaso II Conte di Lancaster contro il re Edoardo II insieme a Gilbert de Middleton, conquistando castelli e partecipando alla cattura del vescovo eletto Lewis de Beaumont.[22][23][24]
  - Sir John Lilburn di Belford, Easington e Shawdon (morto nel 1400, nipote del suddetto John) è stato un cavaliere inglese e stretto alleato di Henry Percy, I conte di Northumberland e padrino del figlio di Sir John, Thomas (nato nel 1387).[3] Sir John fu fatto prigioniero due volte in seguito a battaglie contro gli scozzesi: la prima fu una battaglia a Carham (1370) mentre guidava un attacco contro gli invasori scozzesi;[25][26][27] la seconda nella battaglia di Otterburn (1388) al fianco di Henry "Hotspur" Percy, figlio maggiore dello stesso Henry Percy, padrino del figlio di Sir John, Thomas.[28]
  - Thomas Lilburne (n. 1387, forse figlio del suddetto John)[3] rappresentò la regione del Northumberland in parlamento sotto Enrico VI nel 1434.[28]
  - John Lilburne (nipote del suddetto Sir John di Belford) è stato conestabile del castello di Alnwick nel XV secolo.[29]
  - Bartholomew Lilburne (m. 1562, terzo pronipote del suddetto John, Conestabile di Alnwick) ha partecipato al vertice anglo-francese tra Enrico VIII e Francesco I al Campo del Drappo d'Oro nel 1520, schierato in una "numerosa e preziosa" armatura ereditata come cimelio di famiglia Lilburn da suo figlio John.[30]
  - John "Freeborn" Lilburne (1614-1657, il "nato libero", pronipote del suddetto Bartholomew) è stato un politico inglese, esponente guida dei Livellatori e figura chiave nella guerra civile inglese, insieme ai membri della sua famiglia:John "Freeborn" Lilburne (1641)

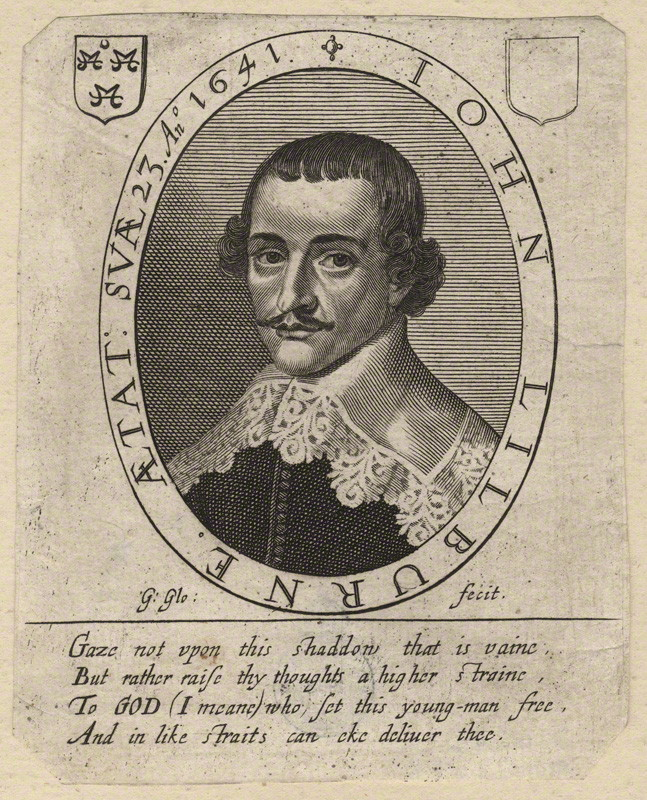
John "Freeborn" Lilburne (1641)

    - Elizabeth Lilburne (attiva dal 1641 al 1660), nata Elizabeth Dewell, è stata membro dei Livellatori e moglie di John "Freeborn" Lilburne.
    - Robert Lilburne (1613–1665, fratello di John "Freeborn") è stato un soldato inglese, politico e firmatario della condanna a morte del re Carlo I nel 1649.[31]
    - George Lilburne (c.1585 - 1666, zio di John "Freeborn" e del suddetto Robert) è stato un politico inglese, membro della Camera dei Comuni nel 1654 e che sostenne la causa parlamentare durante guerra civile inglese.[32][33]
    - Thomas Lilburne (m. 1665, primo cugino di John "Freeborn") è stato un politico inglese e amministratore del maniero di Holm Cultram, avendo combattuto come ufficiale e maggiore per l'esercito parlamentare durante la guerra civile inglese.[34][35]

## Discendenze remote di spicco
Tra le discendenze degne di nota figurano:
- William Lilburne (nato nel 1636, primo cugino di John "Freeborn"), avvocato di Gray's Inn e secondo bisnonno del terzo presidente degli Stati Uniti Thomas Jefferson .[9][10][36]
- e Isabel Lilburne, moglie di John Lilburne (primo cugino di John "Freeborn" e fratello del precedente), pronipote di William Shakespear .[9][10]